# Anopheles freetownensis
Anopheles freetownensis este o specie de țânțari din genul Anopheles, descrisă de Evans în anul 1925. Conform Catalogue of Life specia Anopheles freetownensis nu are subspecii cunoscute.